# Re-Machined: A Tribute to Deep Purple's Machine Head
Re-Machined: A Tribute to Deep Purple's Machine Head è un album tributo del 2012 realizzato da artisti vari che ripropongono brani presenti nell'album dei Deep Purple Machine Head.
Per il 40º anniversario di Machine Head, pubblicato nel 1972, Re-Machined è stato pubblicato il 25 settembre 2012 da Eagle Rock Entertainment.

## Tracce
Testi e musiche di Ritchie Blackmore, Ian Gillan, Roger Glover, Jon Lord, Ian Paice.
1. Carlos Santana, Jacoby Shaddix – Smoke on the Water – 5:05
2. Chickenfoot – Highway Star (live) – 7:05
3. Glenn Hughes, Chad Smith – Maybe I'm a Leo – 4:59
4. Black Label Society – Pictures of Home – 3:30
5. Kings of Chaos – Never Before – 4:05
6. The Flaming Lips – Smoke on the Water – 4:25
7. Jimmy Barnes, Joe Bonamassa – Lazy – 8:53
8. Iron Maiden – Space Truckin' – 3:27
9. Metallica – When a Blind Man Cries – 4:37
10. Glenn Hughes, Steve Vai, Chad Smith – Highway Star (live, bonus track) – 6:18